# Charlotte Gray
Charlotte Gray és una pel·lícula de 2001 dirigida per Gillian Armstrong, protagonitzada per Cate Blanchett i basada en la novel·la del mateix nom de Sebastian Faulks. La història pretén commemorar aquelles dones, com Pearl Witherington o Nancy Wake, que durant la Segona Guerra Mundial van ser entrenades pel govern britànic com a agents secrets i enviades al continent per treballar amb la Resistència Francesa.

## Argument
El 1942, una jove escocesa, Charlotte Gray, viatja a Londres per començar a treballar com a recepcionista d'un gabinet mèdic de Harley Street. En el tren, conversa amb un home que es mostra molt interessat amb ella i li dona la seva targeta abans d'acomiadar-se. Malgrat la guerra, la vida social de Londres vibra amb el swing i la intel·ligent i atractiva noia no tarda a enamorar-se de Peter Gregory, un pilot de la RAF. Malauradament, la seva felicitat aviat es veu truncada pel rencontre amb l'home del tren, un funcionari del govern, Richard Cannerly, que l'apremia perquè el truqui. Al mateix temps, el permís d'en Peter s'acaba i el criden per enviar-lo a lluitar a França.
Mentre espera el retorn de Peter, Charlotte, decidida a participar en la seva manera en la guerra, entra en uns cursos d'entrenament organitzats pel govern britànic. Durant la seva espera però, Peter desapareix darrere les línies enemigues i, preocupada per la seva situació, es posa en contacte amb amics seus perquè l'informin sobre la seva sort. Gràcies a ells, s'assabenta que Peter està amagat en una granja del sud de França. Així, decideix anar-lo a buscar ella mateixa al continent. S'allista al SOE (Executiu d'Operacions Especials) i, gràcies al seu coneixement de francès, aconsegueix ser reclutada pel govern britànic per dur a terme operacions en el terreny.
Entrenada com a agent secret a Anglaterra, el 1943, Charlotte Gray es llança en paracaigudes a la zona ocupada del sud de França. El seu objectiu oficial és unir-se a un grup local de la Resistència que utilitza tècniques de guerrilla per enfrontar-se a l'exèrcit alemany. De forma no oficial però, Charlotte també es dedica a buscar en Peter que ha estat abatut per aquella zona.
La seva estança a França no és senzilla. Els seus errors poden manllevar vides i la cada cop més estreta relació que té amb el líder del grup, Julien Levade, la fa ser conscient de l'afecte que sent per aquella terra i el seu poble. Una estimació que la posarà més d'un cop entre l'espasa i la paret en un context d'estratègies i traïcions contínues, prèvies al Dia D. És evident que aquesta experiència la fa madurar i arribarà a canviar la seva vida per sempre.

## Producció
La pel·lícula s'ambienta en la França del Govern de Vichy. Per aquesta raó, el seu rodatge es va realitzar als Estudis Pinewood de Londres i també en escenaris naturals dels sud de França i d'Anglaterra. En concret, el més important era escollir un poble francès que tingués la màgia adequada per servir de fons al poble fictici de la història, Lezignac. Al final, aquesta atmosfera es va trobar en el poble de Saint-Antonin-Noble-Val, caracteritzat pels seus carrers estrets, el seu riu amb un pont de pedra, i les seves muralles del segle xiv.

## Crítica
En general, la cinta no va ser un gran èxit. Tot i així, la major part dels crítics van coincidir en lloar la gran cura que es va tenir amb els detalls i la seva esmerada producció. A més, les interpretacions dels seus dos protagonistes, Cate Blanchett i Billy Crudup, són pràcticament excel·lents, aconseguint emplenar la pantalla amb només un dels seus moviments o mirades. Unes actuacions que es troben molt ben acompanyades pels escenaris naturals escollits.

## Repartiment
- Cate Blanchett com Charlotte Gray
- James Fleet com Richard Cannerley
- Abigail Cruttenden com Daisy
- Rupert Penry-Jones com Peter Gregory
- Billy Crudup com Julien Levade
- Michael Gambon com Levade